# Pièche
Pièche, dont le prénom est encore inconnu, est un maître écrivain actif à Versailles au milieu du XVIIIe siècle.

## Biographie
Il a passé le gros de sa carrière à la cour de Versailles, essentiellement à écrire des petits manuscrits d'hommage. D'après Paillasson il avait un art consommé pour passer les lettres et les traits à l'or. Dans ces pratiques, il semble avoir été un digne successeur de Nicolas Jarry. Il est mort en 1761, comblé des bienfaits de Louis XV.
Il est très probablement lié à la famille des Pièche [Pieche, Piesce, Piesche], une dynastie de musiciens attachés à la cour du milieu du XVIIe siècle au milieu du XVIIIe, parmi lesquels se trouvèrent des gardes des instruments.

## Œuvres
- La bibliothèque des Petits Appartements de Versailles conservait quelques-uns de ses ouvrages, vers 1765.
- La Bibliothèque municipale de Versailles conserve une Carte chronologique universelle depuis la naissance de Jésus-Christ jusqu'en l'année 1631. Scribebat Pièche sous la cote Ms. 967 (manuscrit du XVIIIe siècle).